# Герб сельского поселения Шолохово
Герб муниципального образования сельское поселение «Шо́лохово» Ржевского района Тверской области Российской Федерации — опознавательно-правовой знак, служащий официальным символом муниципального образования.
Герб утверждён решением Совета депутатов муниципального образования сельское поселение «Шолохово» № 40 от 25 мая 2011 года.
Герб внесён в Государственный геральдический регистр Российской Федерации под регистрационным номером 6906.

## Описание герба
«В лазоревом поле серебряный волнистый пояс между золотыми дубовой ветвью в пояс и колесом».
Герб сельского поселения Шолохово, в соответствии с Законом Тверской области от 28 ноября 1996 года № 45 «О гербе и флаге Тверской области» (статья 7), может воспроизводиться в двух равно допустимых версиях:
 — без вольной части;
 — с вольной частью — четырехугольником, примыкающим изнутри к верхнему краю герба сельского поселения Шолохово с воспроизведёнными в нем фигурами из гербового щита Тверской области.
Герб сельского поселения Шолохово, в соответствии с Методическими рекомендациями по разработке и использованию официальных символов муниципальных образований (Раздел 2, Глава VIII, п.п. 45-46), утверждёнными Геральдическим советом при Президенте Российской Федерации 28.06.2006 года, может воспроизводиться со статусной короной установленного образца.

## Обоснование символики
Сельское поселение Шолохово было образовано путём объединения трех сельских округов Шолоховского, Михалевского и Трубинского, что на гербе поселения отражено единой дубовой веткой с тремя парами листьев.
Дубовая ветвь (дуб) символична:
— символ стойкости, крепости, долговечности;
— символ славы и почета. На территории поселения родились три Героя Советского Союза.
Поселение пересекает река Волга, изображенная на гербе серебряным волнистым поясом.
Вдоль Волги проходит автодорога «Ржев—Селижарово—Осташков», символически представленная в гербе сельского поселения фигурой колеса. Символика колеса многозначна:
 — символ поступательного движения:
 — аллегория солнечного круга, символ солнечной энергии (спицы — лучи солнца).
Лазурь — символ возвышенных устремлений, искренности, преданности, возрождения.
Золото — символ высшей ценности, величия, богатства, урожая.
Серебро — символ чистоты, открытости, божественной мудрости, примирения.
Герб разработан Союзом геральдистов России.
Герб создан авторским коллективом: идея герба — Константин Мочёнов (Химки); художник и компьютерный дизайн — Оксана Афанасьева (Москва); обоснование символики — Вячеслав Мишин (Химки).